# Schlossinsel (Wolgast)
Die Schlossinsel ist eine der Stadt Wolgast vorgelagerte Insel im Peenestrom. Ihren Namen erhielt sie nach dem heute nicht mehr existierenden, hier bis 1625 von den Herzögen von Pommern-Wolgast bewohnten Schloss.

## Geographie
Die Schlossinsel liegt am Südende der
Spitzhörnbucht östlich von Wolgast im Peenestrom und ist durch den an der schmalsten Stelle knapp acht Meter breiten Schlossgraben von der Stadt getrennt. Sie ist etwa 10 Hektar groß, über 500 Meter lang und bis zu 250 Meter breit.
Über die Schlossinsel führen die Bundesstraße 111 und die Bahnstrecke von Züssow nach Swinemünde. Sie ist über die Schlossgrabenbrücke sowie eine Fußgänger- und eine Eisenbahnbrücke mit dem Festland und über die Peenebrücke Wolgast mit der Insel Usedom verbunden.
Die Schlossinsel ist relativ flach und erreicht, abgesehen von dem für die Peenebrücke aufgeschütteten Damm, nur eine maximale Höhe von etwa 2,6 Metern. Bei Sturmhochwassern 1872, 1903, 1904 und zum Jahreswechsel 1913/14 kam es zu weitgehenden Überflutungen der Insel.
Die Ufer der Insel sind weitgehend befestigt und werden vor allem im südlichen und westlichen Bereich als Schiffsanleger genutzt.

## Geschichte

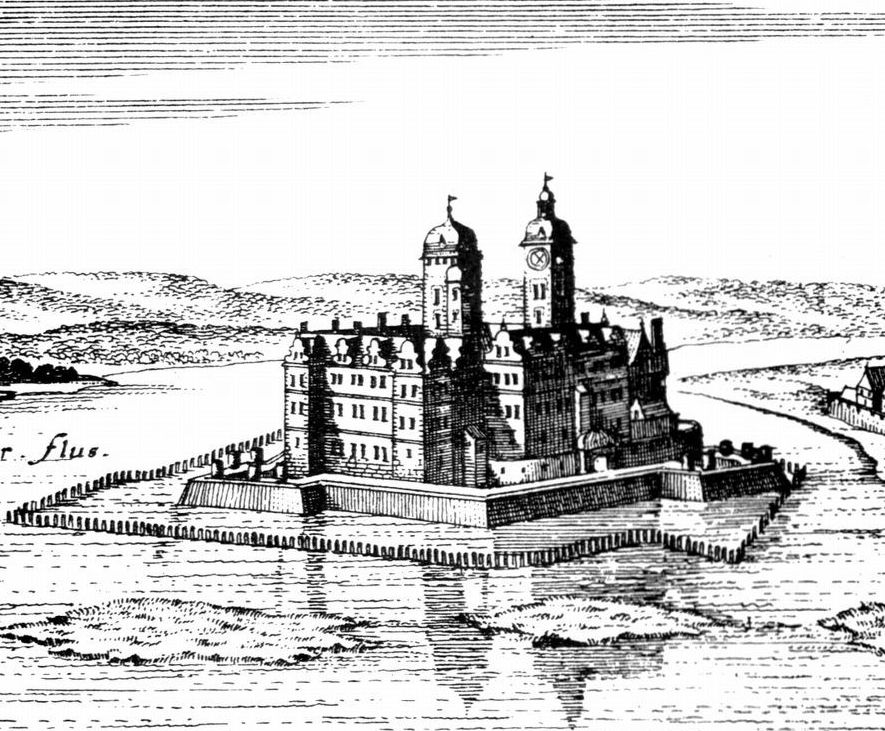
Kupferstich von Schloss Wolgast, Matthäus Merian d. Ä., 1652 (Topographia Germaniae)

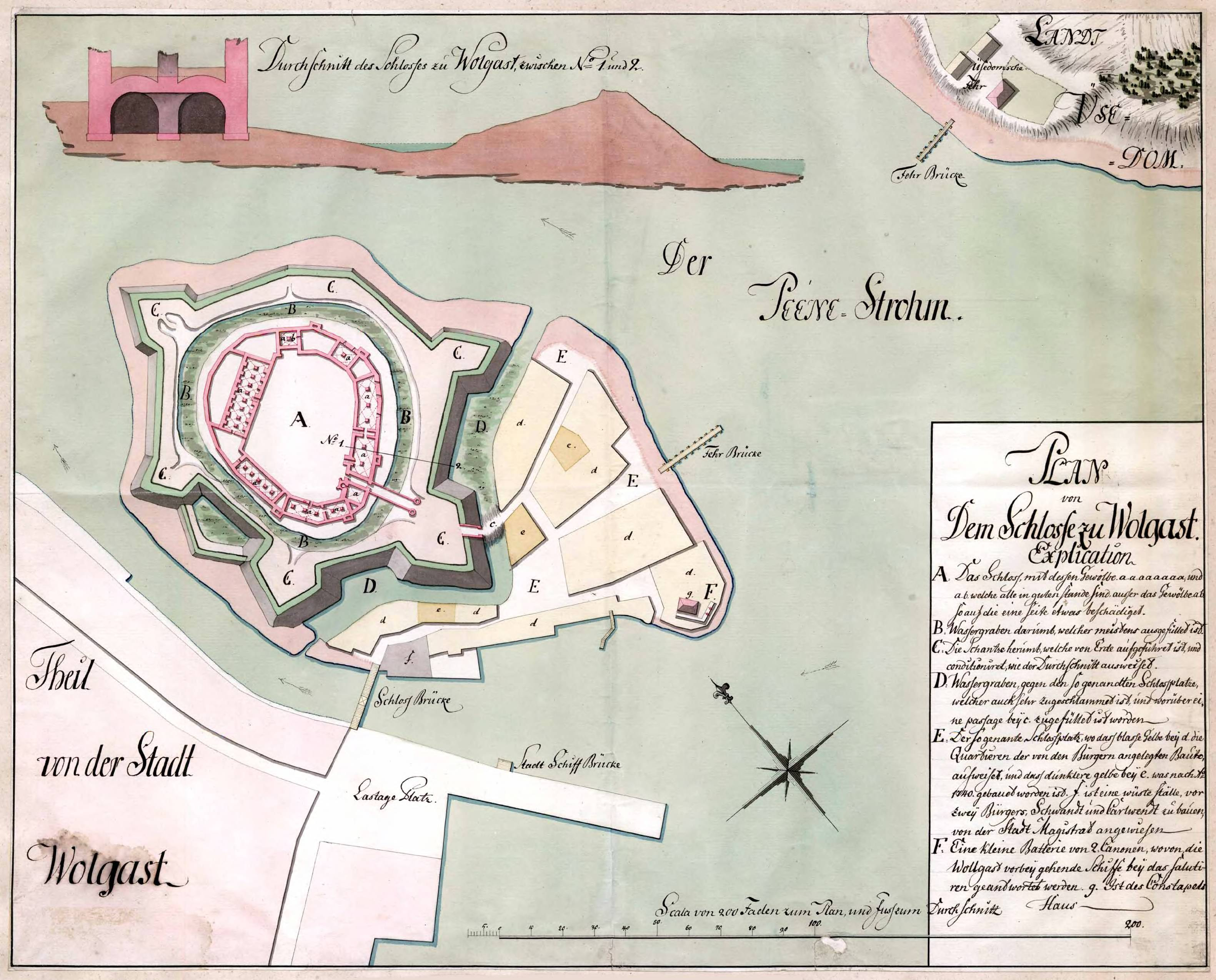
Plan der Schlossinsel mit Schloss, angefertigt etwa in der Mitte des 18. Jahrhunderts

Ausgehend von einer slawischen Wallburg ließen die Herzöge von Pommern im 13. Jahrhundert auf einer strategisch günstig gelegenen Insel im Peenestrom eine feste Burg errichten. Ende des 15. Jahrhunderts begann man die Burg zum Schloss auszubauen. Als Zollstelle wurde die Insel eine wichtige Einnahmequelle der Herzöge. Mit dem Aussterben der Herzöge von Pommern-Wolgast endete 1625 die Zeit als herzogliche Hauptresidenz. Nach dem Dreißigjährigen Krieg kam Wolgast zu Schwedisch-Pommern und blieb zuerst weiterhin Verwaltungssitz. Während des Schwedisch-Brandenburgischen Krieges wurde das Schloss 1675 nach einem Kanonentreffer im Pulverturm durch die nachfolgende Explosion schwer zerstört. Wolgast verlor endgültig seinen Status als Regierungssitz.
Während des Großen Nordischen Krieges wurde 1711 mit den ersten Abbrucharbeiten begonnen. Gegen eine jährliche Zahlung ging der Schlossplatz 1739 aufgrund einer Resolution des schwedischen Königs Friedrich in den Besitz der Stadt Wolgast über. Nachdem die Stadt ab 1798 weitere Teile der Schlossruine zur Baumaterialgewinnung abtragen durfte, sollen um 1820 alle oberirdischen Bauten beseitigt gewesen sein.

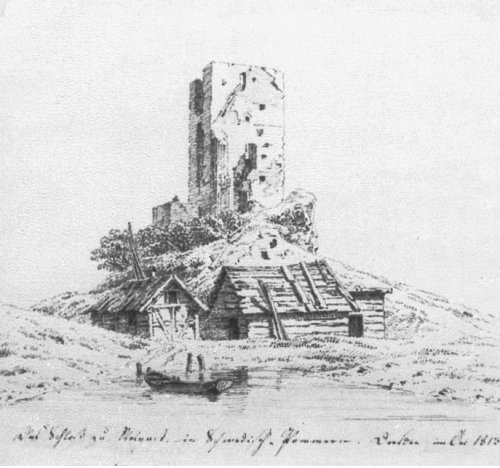
Schlossruine von Wolgast 1813, Caspar David Friedrich

In den Jahren 1805/06 führte der Greifswalder Architekt und Universitätsbaumeister Johann Gottfried Quistorp eine Vermessung der Schlossinsel durch. Im Südteil der Insel befand sich bereits im 16. Jahrhundert eine Vorstadt, wie auf einer Vedute am Rand der Lubinschen Karte dargestellt. Pläne Quistorps, die Schlossinsel durch Aufschüttung zu vergrößern und einschließlich des Vorstadtgebietes völlig neu zu gestalten, wurden nicht durchgeführt. Die freien Flächen wurden für den Hafen genutzt. Schließlich kaufte 1843 der Kommerzienrat August Wilhelm Homeyer nach längeren Verhandlungen den Schlossplatz von der Stadt und ließ dort den Schlossspeicher errichten. Da Wolgast ein wichtiger Getreideumschlagplatz war, wurden in der Folgezeit weitere Speicher und Darren angelegt. In der zweiten Hälfte des 19. Jahrhunderts siedelten sich mehrere Werften auf der Schlossinsel an.
Im Jahr 1888 wurde eine Eisengießerei errichtet, die ab 1889 den ersten Hochofen Pommerns zur Herstellung von Gussstahl besaß. Mitte der 1920er Jahre hatte die Gießerei drei moderne Hochöfen und beschäftigte 250 bis 300 Arbeiter. Nach dem zwischenzeitlichen Aus der Firma 1931 wurde diese von der Stadt erworben. Mit Aufträgen in Zusammenhang mit dem Bau der Peenebrücke 1934 gelang der Wiederaufstieg zu einem bedeutenden Stahlwerk der Region. Das Werk produzierte für Reichsbahn, Marine und Autobahnbau und stellte einen großen Teil der Stahlkonstruktionen für die Berliner Hochbahn her. 1937 veräußerte die Stadt das Stahlwerk an den Reemtsma-Konzern. Nach dem Zweiten Weltkrieg wurde die Eisengießerei demontiert und als Reparationsleistung in die Sowjetunion gebracht.
Der Nordteil der Insel wurde zu DDR-Zeiten weiterhin wirtschaftlich genutzt. Das durch die Demontage des Stahlwerks frei gewordene Grundstück wurde von der Holzindustrie genutzt. Später entstand hier ein Bauelementewerk, das in den 1990er Jahren den Betrieb einstellte. Nahe der Straße zur Insel Usedom wurde ein achtgeschossiges Hochhaus für die Verwaltung des Rates des Kreises Wolgast errichtet.
Nach der Wende endete weitgehend die industrielle Nutzung der Schlossinsel. Große Teile der Werkhallen wurden rückgebaut, der Hafenbereich weitgehend umgestaltet. Im Norden der Schlossinsel liegt mit der Schiffswerft Horn das älteste Schiffbauunternehmen am Standort Wolgast. Das 1895 als „Pommernwerft“ gegründete Unternehmen, später „Wolgaster Schiffswerft“ genannt, stellte nach 1945 vor allem Fischkutter her. Heute ist die Hornwerft vorrangig als Reparaturwerft tätig. Seit den 1990er Jahren erfolgte der Ausbau der Hafenanlagen und der über die Insel führenden Verkehrswege. Die über die Schlossinsel und die neue Peenebrücke führende Bahnstrecke verbindet seit 2000 die Strecke von Züssow mit der Strecke nach Heringsdorf (seit 2008 bis ins heute polnische Swinemünde). Der Schwerpunkt der Nutzung verlagerte sich in Richtung des Tourismus, wofür die Einrichtung eines Museumshafens am Schlossgraben sowie einer Marina an der Nordspitze der Insel Beispiele sind. Seit 2013 soll jährlich ein Konzert auf der großen freien Fläche der Schlossinsel stattfinden. Im Sommer 2013 trat dann Matthias Reim mit seinem Album Unendlich und im Sommer 2014 trat Roland Kaiser mit seinem Album Seelenbahnen auf.